# K2 Kids TV
K2 Kids TV (anteriormente K-2) fue un contenedor televisivo destinado al público infantil y juvenil. Se estrenó el 1 de octubre de 2004 en Super 3, emitiéndose también los fines de semana en Telenuovo. Tras convertirse NuovaRete, la programación diaria de K2 pasó a emitirse en Telequattro. El contenedor cesó sus emisiones el diciembre de 2009 tras la fusión de Disney y el nacimiento del canal K2 cuatro meses antes.
- Datos: Q25413346